# Kasteel Ter Hoge Heide

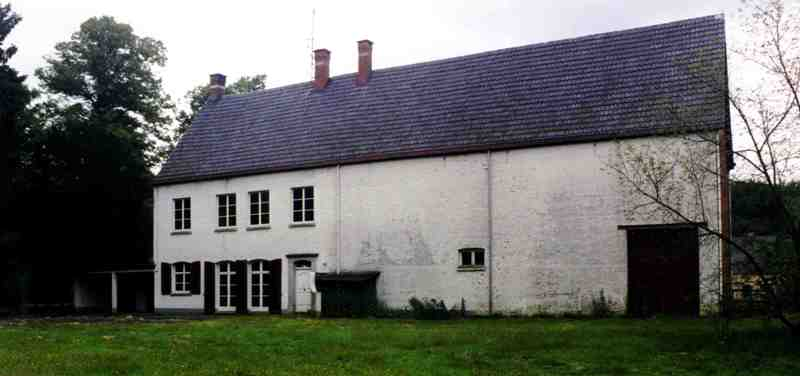
Koetshuis

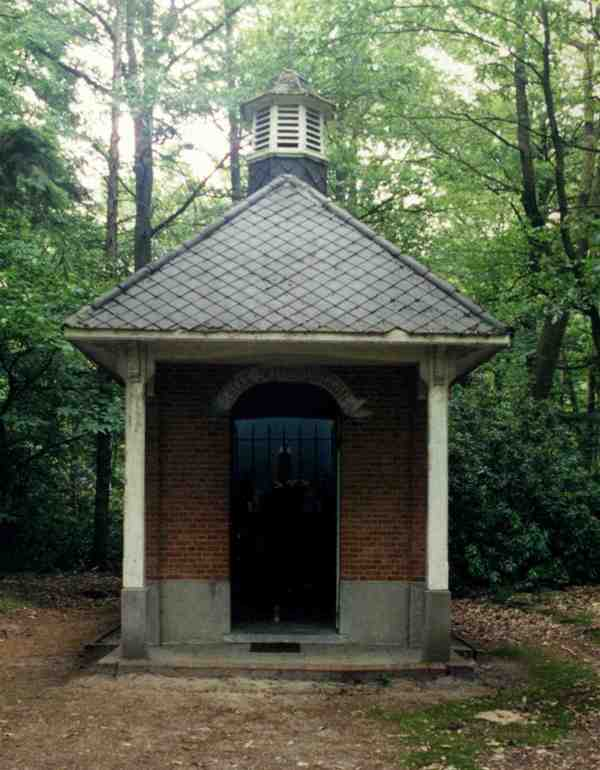
Kapel

Het Kasteel Ter Hoge Heide is een voormalig kasteel in de Antwerpse gemeente Arendonk, gelegen aan De Lusthoven 64 en 68.
Een landhuis werd gebouwd in 1895 in opdracht van Marthe Emsens. In 1903 werd in opdracht van Albert Emsens op deze plaats een kasteeltje gebouwd dat echter in 1985 werd gesloopt. Enkele bijgebouwen bleven bewaard, en wel:
- De portierswoning van 1900,
- Het koetshuis van 1895,
- De kapel van de Hoge Heide van 1920, opgericht in opdracht van Albert Emsens en gewijd aan Onze-Lieve-Vrouw van Lourdes, is een belofte- en grafkapel die opgericht is op het domein van het kasteel.